# Písek (stacja kolejowa)
Písek – stacja kolejowa w miejscowości Písek, w kraju południowoczeskim, w Czechach. Jest lokalnym węzłem kolejowym. Znajduje się na wysokości 375 m n.p.m..  

## Linie kolejowe
- 200: Zdice - Protivín
- 201: Tábor - Ražice